# Stany Zjednoczone Wysp Jońskich
Stany Zjednoczone Wysp Jońskich (gr. Ηνωμένον Κράτος των Ιονίων Νήσων, Enomenon Kratos ton Ionion Neson; wł. Stati Uniti delle Isole Ionie) – brytyjski protektorat w latach 1815–1864, położony w południowej Europie, nad Morzem Jońskim, u wybrzeży Grecji.

## Historia
Aż do wojen napoleońskich Wyspy Jońskie należały do posiadłości Republiki Weneckiej. Po jej obaleniu w wyniku pokoju w Campo Formio wyspy oficjalnie przynależały do Republiki Francuskiej, jednakże już w latach 1798–1799 Francuzi zostali wyparci z tego obszaru przez siły rosyjsko-osmańskie, które ustanowiły na archipelagu Republikę Siedmiu Wysp istniejącą do roku 1807. Wówczas wyspy przeszły ponownie pod władzę francuską na mocy traktatu tylżyckiego.
2 października 1809 flota brytyjska odniosła nad Francuzami zwycięstwo pod Zakintos i w następstwie tego opanowała Zakintos, Kefalinię i Kíthirę. Leukada przeszła w ręce brytyjskie w 1810 roku, zaś na Korfu Francja utrzymała się do 1814.
Kongres wiedeński ustalił przyznanie Wielkiej Brytanii kontroli nad wyspami w formie protektoratu. 26 sierpnia 1817 roku utworzono federację, nad którą kontrolę sprawował Wysoki Komisarz sir Thomas Maitland.
Państwo zostało zlikwidowane 28 maja 1864 na mocy porozumienia londyńskiego (brytyjsko-francusko-grecko-rosyjskiego) z 29 marca tego samego roku, które przekazało suwerenność nad tym terytorium państwu greckiemu.

## Administracja
Wyspy Jońskie miały dwuizbowy parlament, złożony ze Zgromadzenia Ustawodawczego i Senatu. Rząd powoływany był pod przewodnictwem Lorda Wysokiego Komisarza, zatwierdzanego przez monarchę brytyjskiego w konsultacji z rządem Zjednoczonego Królestwa.
Protektorat ten stanowił federację złożoną z następujących jednostek: 
| Kraj      | Stolica     | Liczba deputowanych |
| --------- | ----------- | ------------------- |
| Korfu     | Korfu       | 7                   |
| Kefalinia | Argostolion | 7                   |
| Kithira   | Kithira     | 1 lub 2             |
| Itaka     | Wathi       | 1 lub 2             |
| Paksos    | Gaios       | 1 lub 2             |
| Leukada   | Lefkas      | 4                   |
| Zakintos  | Zakintos    | 7                   |